# Heinrich Windelen
Heinrich Windelen (ur. 25 czerwca 1921 w Bolkowie, zm. 16 lutego 2015 w Warendorfie) – niemiecki polityk, długoletni działacz CDU, w 1969 minister ds. wypędzonych, w latach 1983–1987 minister spraw wewnątrzniemieckich. Wieloletni deputowany do Bundestagu (1957–1990) i jego wiceprzewodniczący (1981–1983).

## Życiorys
Urodzony na Dolnym Śląsku w rodzinie Engelberta Windelena, działacza Niemieckiej Partii Centrum, i jego żony Anny. Częstym gościem w ich domu rodzinnym był Joseph Wirth. Heinrich Windelen w 1939 zdał maturę w szkole średniej w Strzegomiu. Został następnie zaciągnięty do Reichsarbeitsdienst. W 1940 rozpoczął studiowanie chemii i fizyki na Uniwersytecie Wrocławskim. Przerwał studia, gdy w 1941 został powołany do Wehrmachtu, walczył na froncie do 1945. Po powojennym przesiedleniu Niemców z Dolnego Śląska wraz z rodziną osiadł w miejscowości Warendorf. Kontynuował tam naukę w szkole handlowej, od 1949 pracował w branży handlowej.
W 1946 wstąpił do Unia Chrześcijańsko-Demokratycznej, w 1947 współtworzył również młodzieżówkę partii Junge Union. W 1947 został radnym rady powiatu Warendorf, mandat wykonywał do 1948 i ponownie w latach 1964–1966. Od 1948 do 1964 był radnym Warendorfu, od 1956 kierował tam frakcją radnych CDU. W 1957 po raz pierwszy zasiadł w Bundestagu, mandat utrzymywał w kolejnych wyborach, wykonując go do 1990.
W latach 1965–1967 był przewodniczącym komisji finansów publicznych w Bundestagu. W 1969 pełnił funkcję ministra ds. wypędzonych w rządzie Kurta Kiesingera. W latach 1977–1981 przewodniczył parlamentarnej komisji budżetu. W 1981 został wybrany na wiceprzewodniczącego Bundestagu. Pełnił tę funkcję do 1983. Od 1983 do 1987 sprawował urząd ministra spraw wewnątrzniemieckich w drugim rządzie Helmuta Kohla. W 1990 nie ubiegał się ponownie o mandat deputowanego, odchodząc po 33 latach z niemieckiego parlamentu.
Zaangażował się w działania na rzecz pojednania polsko-niemieckiego, pełniąc w latach 1991–1995 funkcję współprzewodniczącego Fundacji Współpracy Polsko-Niemieckiej.
Był żonaty, miał czwórkę dzieci. Został pochowany na cmentarzu w Warendorf.
Odznaczony Orderem Zasługi Republiki Federalnej Niemiec (1977). Laureat medalu przyznawanego przez Landsmannschaft Schlesien (1981). Uhonorowany honorowym obywatelstwem Bolkowa i Warendorfu.